# Consejo de la Unión Europea
El Consejo de la Unión Europea, también conocido como Consejo de la Unión o simplemente Consejo, es una de las siete altas instituciones de la Unión Europea, en la que se encuentran representados los Estados de la Unión a través de representantes con rango ministerial, y a la que corresponden, junto con el Parlamento Europeo (sistema bicameral de facto), las funciones legislativa y presupuestaria. Ejerce funciones de definición, coordinación y ejecución de algunas políticas, trabajando mediante sus diez formaciones internas y en el Eurogrupo.
Las funciones del Consejo han evolucionado, al menos formalmente, de más a menos; si en un principio era la principal instancia decisoria de las Comunidades Europeas, hoy en día la evolución institucional de la Unión ha encuadrado y reducido sus funciones. Así, el Parlamento Europeo se ha venido revelando desde la entrada en vigor del Tratado de Maastricht como un actor de creciente importancia política como institución de control de las demás instituciones, órganos y organismos comunitarios y, sobre todo, como colegislador en igualdad de condiciones con el Consejo. Asimismo, la oficialización del Consejo Europeo, como órgano diferenciado del Consejo, que impuso el Tratado de Lisboa, han mermado formalmente sus funciones y poderes constitucionales en pro de aquel.
El Parlamento Europeo y el Consejo ejercen los poderes legislativos de la Unión Europea, en las condiciones y dentro de las competencias señaladas para esta en los Tratados. Sin la aprobación de uno y otro (en ocasiones, de uno u otro) las «leyes europeas» (estrictamente, los reglamentos, las directivas y otras decisiones de naturaleza legislativa) no pueden ser adoptadas válidamente. La mayoría de los actos legislativos de la Unión deben ser propuestos por la Comisión y aprobados por el Parlamento y el Consejo, de acuerdo con el procedimiento legislativo ordinario; pero no siempre es así, los Tratados establecen excepciones, actos legislativos cuya adopción se siguen procedimientos especiales. Estos últimos procedimientos suelen establecerse en beneficio del Consejo, y por tanto en perjuicio del Parlamento. El Consejo es, pues, un órgano colegislador con ciertas funciones políticas suplementarias. En ambos casos se pronuncia a iniciativa de la Comisión Europea, en la mecánica de lo que suele conocerse como «triángulo institucional» (Comisión, Consejo y Parlamento).
La sede principal del Consejo está ubicada en el Edificio Europa de Bruselas, donde se celebran sus plenos y donde encuentran sus Servicios y la Secretaría General, si bien en los meses de abril, junio y octubre las reuniones se celebran en Luxemburgo.

## Historia

### Tras el Tratado de Lisboa de 2007
El Consejo de la Unión Europea (CUE) pasa a denominarse simplemente Consejo. Sin embargo, el CUE seguirá siendo una plataforma organizada de reuniones entre los ministros nacionales de departamentos específicos (por ejemplo, las finanzas o los ministros de Asuntos Exteriores). Los procedimientos legislativos, que incluyen reuniones de debate y votación, se celebrarán en público.
El Tratado de Lisboa amplió de 36 a 87 las materias que se adoptarán por voto a mayoría cualificada. Aunque algunas áreas de la política todavía requieren decisiones unánimes (en particular en materia de política exterior, defensa y fiscalidad). A partir de 2014 empezó a aplicarse formalmente la doble mayoría (de un 55% de Estados miembros, con un mínimo de 15, que englobe a un 65% de la población), sin embargo Polonia podrá invocar el Tratado de Niza para lograr una minoría de bloqueo. Cuando el Consejo no actúa a propuesta de la Comisión, la mayoría necesaria de todos los países miembros se incrementa a 72%, mientras que en cuanto a la población se mantiene la misma exigencia. Para bloquear la legislación, al menos, 4 países tienen que estar en contra de la propuesta.
Las reglas de votación del Tratado de Niza, que incluyen en la mayoría de los países (50% / 67%), el peso de voto (74%) y población (62%) se mantuvo en vigor hasta 2014, y a partir de entonces una nueva versión del "compromiso de Ioánina", permite a las pequeñas minorías de los Estados pedir un nuevo examen de las decisiones de la UE.

## Funciones constitucionales
A pesar de todo, el Consejo permanece hoy como una poderosa institución, si no la principal sí una de ellas, sin la cual el funcionamiento de las demás carecería de lógica política. De este modo, el Consejo ostenta y ejerce las siguientes responsabilidades:
- función legislativa y presupuestaria, conjuntamente con el Parlamento Europeo;
- funciones determinadas de definición y coordinación políticas, particularmente en el ámbito de la política exterior y de seguridad común, siguiendo las orientaciones y prioridades establecidas por el Consejo Europeo.

Más en detalle, sus funciones pueden presentarse de la siguiente forma:
- la adopción o devolución de las propuestas de Actos Legislativos que la Comisión presente, incluyendo el presupuesto anual, acordándose en su caso los métodos de ejecución de los mismos, cuya aplicación posterior se ha de reservar, por principio, al Ejecutivo comunitario. Estos actos pueden adoptarse bien por mayoría cualificada y junto con el Parlamento Europeo, mediante el procedimiento legislativo ordinario, bien a través de un procedimiento legislativo especial, por unanimidad, o sin participación codecisoria del Parlamento, o ambas cosas;
- la definición de las políticas generales y directrices a seguir en las áreas de predominio intergubernamental, con la eventual adopción de Actos Legislativos europeos, y, en desarrollo de lo cual, la necesaria coordinación de las políticas afectadas a nivel nacional;
- la aprobación de los actos y decisiones relativos a la Política Exterior y de Seguridad Común, y de los demás ámbitos que constitucionalmente se reserven a su solo conocimiento, respetando siempre las funciones consultivas, de participación o de supervisión y control que correspondan al Parlamento Europeo en dichas materias.

### Función legislativa
Las normas resultantes del procedimiento legislativo, que poseen por tanto naturaleza o rango legal, emanan del compendio de las diversas legitimidades que encarnan las Instituciones que participan en su formación. En particular, son tres las más directamente concernidas por esta función, dos como depositarias formales del poder legislativo en un sistema verdaderamente bicameral, a estos efectos -el Parlamento Europeo y el Consejo-, y otra como titular de la iniciativa legislativa -la Comisión.

#### Procedimiento ordinario
El procedimiento legislativo ordinario (PLo), antes conocido como el procedimiento de codecisión, es el principal proceso legislativo por el que un proyecto legislativo puede ser aprobado en la Unión Europea, exceptuándose algunas áreas sometidas a procedimiento legislativo especial (PLe) (solo del Consejo o del Parlamento Europeo, aisladamente) y las que se excluyen de la legislación, como por ejemplo todo el ámbito de la política exterior y de seguridad común.
Tras el tratado de Lisboa, el procedimiento de codecisión (contenido en el artículo 294 del Tratado de Funcionamiento de la Unión Europea) pasó a denominarse procedimiento legislativo ordinario, consistiendo en la adopción conjunta por el Parlamento Europeo y el Consejo de la Unión Europea, a propuesta de la Comisión Europea, de un reglamento, una directiva o una decisión de naturaleza legislativa. Para ello se requiere la aprobación de un mismo texto por parte de las dos Instituciones, como cámaras legislativas colegiadas, en un sistema de bicameralismo perfecto. En garantía, vendrá refrendado por los presidentes de ambas instituciones.

#### Legislación especial
Los principales procedimientos de naturaleza legislativa pero ajenos al sistema ordinario son los llamados Procedimientos Legislativos especiales de los que emanan Actos Legislativos de la Unión (reglamentos legislativos, directivas legislativas o decisiones legislativas), pero con una atribución asimétrica de la responsabilidad de las dos cámaras en su elaboración. Su encabezamiento estará presidido necesariamente por la fórmula «del Consejo» o «del Parlamento Europeo», según cuál de las dos instituciones lo adopte formalmente, y vendrán refrendadas por su presidente.
Los procedimientos legislativos especiales tienen carácter excepcional y solo son aplicables cuando los Tratados expresamente lo indiquen. De esta manera, consisten en la adopción de un reglamento, una directiva o una decisión, bien por el Parlamento Europeo con la participación del Consejo, bien por el Consejo con la participación del Parlamento Europeo.
Según el Tratado de Niza, los procedimientos especiales ya solo se extendían a unas pocas materias políticas. Por ejemplo, en materia de la política agrícola o la política de competencia, el voto del Parlamento no es vinculante; y también la política exterior de la Unión Europea y la cooperación policial y judicial en materia penal tienen carácter intergubernamental. En la política comercial común, finalmente, el Parlamento ni siquiera tiene que ser consultado.
El Tratado de Lisboa establece una mayor reducción de las materias propias de los procedimientos especiales. De este modo, materias como la política agraria o la cooperación en materia penal se atribuyen al procedimiento legislativo ordinario.
Existen, en primer lugar, actos de naturaleza legislativa que, como excepción al procedimiento legislativo ordinario, son adoptados únicamente por el Consejo de la Unión, si bien no puede excluirse en su gestación la participación del Parlamento Europeo, que se da en cualquier caso en la aprobación de cualesquiera actos legislativos, pero con intensidad diversa, de acuerdo con los dos parámetros que establecen los Tratados.

### Función presupuestaria
El presupuesto anual de la Unión Europea es la previsión normativa y vinculante de todos los ingresos y todos los gastos de la administración comunitaria y los programas de estos en el período de un año. Lo elabora, propone y gestiona anualmente la Dirección General de Presupuesto de la Comisión con el fin de ordenar y regular las cuentas públicas de la Unión para el año siguiente, computado desde el 1 de enero hasta el 31 de diciembre. Si bien ha ido aumentando a lo largo del tiempo, actualmente su límite está fijado en el 1,27 % del PIB de la Unión. El presupuesto anual se fija dentro del marco financiero plurianual (MFP) previamente establecido para un período no inferior a cinco años (actualmente 7 años).

### Política exterior y defensa
De acuerdo con el Tratado de la Unión Europea, la política exterior y de seguridad común (PESC) que la Unión lleva a cabo en el mundo es fruto de una metodología decisoria específica, distinta a la que encauza el resto de la acción exterior comunitaria, de la que sin embargo aquella forma parte. Así, la especial sensibilidad de los asuntos incluidos en la agenda de la PESC, que comprende aspectos y ámbitos políticos muy cercanos al llamado núcleo duro de la soberanía (incluida una política común de seguridad y defensa), determina la casi total exclusión del Parlamento Europeo de todo el proceso decisorio, así como de otras instituciones de control o supervisión como el Tribunal de Justicia y el Tribunal de Cuentas. Asimismo, están jurídicamente vetados a este ámbito de la acción política europea los actos de naturaleza legislativa; no caben las leyes europeas en el área de la política exterior y de seguridad (ni en su política de defensa), tan solo otras decisiones, de naturaleza ejecutiva o reglamentaria. 
El proceso decisorio en el ámbito de la PESC, netamente intergubernamental y distinto del procedimiento comunitario habitual, se divide en distintas fases que asignan funciones distintas a cada uno de los actores institucionales, diferentes a las que habitualmente les corresponden en los asuntos comunes. Así:
- el Consejo Europeo define las líneas y objetivos estratégicos,
- el Consejo aplica mediante decisiones dicha estrategia y supervisa su ejecución,
- el Alto Representante propone decisiones y dirige y ejecuta la política y las decisiones adoptadas,
- la Comisión participa y expresa sus posiciones en todas las fases,
- el Parlamento controla políticamente y delibera.

Como puede observarse, el cauce esencialmente intergubernamental de esta política determina el correspondiente protagonismo de las dos instituciones que representan a los gobiernos y a los intereses nacionales: el Consejo Europeo y el Consejo. Las funciones más solemnes y generalistas del Consejo Europeo hacen que, respetando las directrices y prioridades estratégicas por él establecidas, sea en el Consejo en quien recaiga la responsabilidad más inmediata de adoptar las decisiones concretas que apliquen dichas directrices y prioridades generales a la realidad internacional y frente a los acontecimientos imprevistos. Una de sus formaciones, el Consejo de Asuntos Exteriores, compuesto por los ministros de asuntos exteriores de los Estados miembros y presidido por el Alto Representante, que además propone y ejecuta las decisiones que aquel adopta, es el órgano encargado de hacer frente de manera específica a estas funciones, tanto en el ámbito de la política exterior y de seguridad común como en la política común de seguridad y defensa, que forma parte integral pero autónoma de la primera.
Para el resto de la acción exterior comunitaria, el Consejo desempeña las funciones que le corresponden de acuerdo con el método comunitario de adopción de decisiones, esto es, en cooperación con el Parlamento Europeo y con la Comisión, así como con las demás instituciones en la medida de sus responsabilidades.

## Composición y organización
En el Consejo se hallan representados los Gobiernos de los Estados de la Unión a través de los ministros (dependiendo de la formación interna) capacitados para comprometer el voto de sus gobiernos, más la Comisión, con voz pero sin voto, que está representada por sus comisarios (dependiendo de la formación interna). 
El Consejo es la institución de la Unión Europea que reúne la voz de los intereses nacionales, y es su función la de, guiada por el método comunitario, velar por su respeto y su adecuada proyección en las políticas de la Unión, fomentando la concordancia y el equilibrio entre los mismos mediante la búsqueda del acuerdo y el compromiso. A través del Consejo participan los Estados en el proceso de toma de decisiones, integrando así sus intereses en las políticas y actividades de la Unión mediante el equilibrio alcanzado a través de la negociación en el marco de la lealtad institucional.

### Miembros
| Nación Miembro  | Población  | Líder del Ejecutivo   | Partido/s del Ejecutivo | Partido/s del Ejecutivo                                  | Partido/s del Ejecutivo | Partido/s del Ejecutivo | Partido/s del Ejecutivo |
| Nación Miembro  | Población  | Líder del Ejecutivo   | Nacional                | Nacional                                                 | EU                      | EU                      | Gabinete                |
| --------------- | ---------- | --------------------- | ----------------------- | -------------------------------------------------------- | ----------------------- | ----------------------- | ----------------------- |
| Alemania        | 84,311,244 | Friedrich Merz        |                         | Unión (CDU+CSU)                                          |                         | PPE                     | Merz                    |
| Alemania        | 84,311,244 | Friedrich Merz        |                         | Partido Socialdemócrata de Alemania                      |                         | S&D                     | Merz                    |
| Austria         | 9,087,000  | Christian Stocker     |                         | Partido Popular Austríaco                                |                         | EPP                     | Stocker                 |
| Austria         | 9,087,000  | Christian Stocker     |                         | Partido Socialdemócrata de Austria                       |                         | S&D                     | Stocker                 |
| Austria         | 9,087,000  | Christian Stocker     |                         | NEOS – La Nueva Austria y Foro Liberal                   |                         | RE                      | Stocker                 |
| Bélgica         | 11,754,004 | Bart De Wever         |                         | Nueva Alianza Flamenca                                   |                         | ECR                     | De Wever                |
| Bélgica         | 11,754,004 | Bart De Wever         |                         | Movimiento Reformador                                    |                         | RE                      | De Wever                |
| Bélgica         | 11,754,004 | Bart De Wever         |                         | Los Comprometidos                                        |                         | EPP                     | De Wever                |
| Bélgica         | 11,754,004 | Bart De Wever         |                         | Adelante                                                 |                         | S&D                     | De Wever                |
| Bélgica         | 11,754,004 | Bart De Wever         |                         | Cristiano Demócrata y Flamenco                           |                         | EPP                     | De Wever                |
| Bulgaria        | 6,498,567  | Rosen Zhelyazkov      |                         | Ciudadanos por el Desarrollo Europeo de Bulgaria         |                         | EPP                     | Zhelyazkov              |
| Bulgaria        | 6,498,567  | Rosen Zhelyazkov      |                         | Coalición por Bulgaria                                   |                         | S&D                     | Zhelyazkov              |
| Bulgaria        | 6,498,567  | Rosen Zhelyazkov      |                         | Existe Tal Pueblo                                        |                         | ECR                     | Zhelyazkov              |
| Chipre          | 920,701    | Níkos Christodoulídis |                         | Agrupación Democrática                                   |                         | EPP                     | Christodoulídis         |
| Chipre          | 920,701    | Níkos Christodoulídis |                         | Partido Democrático                                      |                         | S&D                     | Christodoulídis         |
| Chipre          | 920,701    | Níkos Christodoulídis |                         | Movimiento por la Socialdemocracia                       |                         | S&D                     | Christodoulídis         |
| Chipre          | 920,701    | Níkos Christodoulídis |                         | Movimiento de Ecologistas - Cooperación Ciudadana        |                         | G/EFA                   | Christodoulídis         |
| Croacia         | 3,850,894  | Andrej Plenković      |                         | Unión Democrática Croata                                 |                         | EPP                     | Plenković III           |
| Croacia         | 3,850,894  | Andrej Plenković      |                         | Movimiento de la Patria                                  |                         | ECR                     | Plenković III           |
| Dinamarca       | 5,921,952  | Mette Frederiksen     |                         | Socialdemócratas                                         |                         | S&D                     | Frederiksen II          |
| Dinamarca       | 5,921,952  | Mette Frederiksen     |                         | Venstre-Partido Liberal Danés                            |                         | RE                      | Frederiksen II          |
| Dinamarca       | 5,921,952  | Mette Frederiksen     |                         | Moderados                                                |                         | RE                      | Frederiksen II          |
| Eslovaquia      | 5,454,629  | Robert Fico           |                         | Dirección-Socialdemocracia                               |                         | S&D                     | Fico IV                 |
| Eslovaquia      | 5,454,629  | Robert Fico           |                         | Voz - Socialdemocracia                                   |                         | S&D                     | Fico IV                 |
| Eslovaquia      | 5,454,629  | Robert Fico           |                         | Partido Nacional Eslovaco                                |                         | NN                      | Fico IV                 |
| Eslovenia       | 2,116,972  | Robert Golob          |                         | Movimiento Libertad                                      |                         | RE                      | Golob                   |
| Eslovenia       | 2,116,972  | Robert Golob          |                         | Socialdemócratas                                         |                         | S&D                     | Golob                   |
| Eslovenia       | 2,116,972  | Robert Golob          |                         | La Izquierda                                             |                         | GUE/NGL                 | Golob                   |
| España          | 48,063,694 | Pedro Sánchez         |                         | Partido Socialista Obrero Español                        |                         | S&D                     | Sánchez III             |
| España          | 48,063,694 | Pedro Sánchez         |                         | Sumar                                                    |                         | GUE/NGL                 | Sánchez III             |
| Estonia         | 1,365,884  | Kristen Michal        |                         | Partido Reformista                                       |                         | RE                      | Michal                  |
| Estonia         | 1,365,884  | Kristen Michal        |                         | Estonia 200                                              |                         | EPP                     | Michal                  |
| Estonia         | 1,365,884  | Kristen Michal        |                         | Partido Socialdemócrata                                  |                         | S&D                     | Michal                  |
| Finlandia       | 5,593,070  | Petteri Orpo          |                         | Partido Coalición Nacional                               |                         | EPP                     | Orpo                    |
| Finlandia       | 5,593,070  | Petteri Orpo          |                         | Partido de los Finlandeses                               |                         | ECR                     | Orpo                    |
| Finlandia       | 5,593,070  | Petteri Orpo          |                         | Partido Popular Sueco de Finlandia                       |                         | RE                      | Orpo                    |
| Finlandia       | 5,593,070  | Petteri Orpo          |                         | Demócrata Cristianos                                     |                         | EPP                     | Orpo                    |
| Francia         | 68,070,697 | François Bayrou       |                         | Renacimiento                                             |                         | RE                      | Bayrou                  |
| Francia         | 68,070,697 | François Bayrou       |                         | Los Republicanos                                         |                         | EPP                     | Bayrou                  |
| Francia         | 68,070,697 | François Bayrou       |                         | Movimiento Demócrata                                     |                         | RE                      | Bayrou                  |
| Francia         | 68,070,697 | François Bayrou       |                         | Horizontes                                               |                         | RE                      | Bayrou                  |
| Grecia          | 10,415,585 | Kyriakos Mitsotakis   |                         | Nueva Democracia                                         |                         | EPP                     | Mitsotakis II           |
| Hungría         | 9,599,744  | Viktor Orbán          |                         | Fidesz                                                   |                         | PxE                     | Orbán V                 |
| Hungría         | 9,599,744  | Viktor Orbán          |                         | Partido Popular Demócrata Cristiano                      |                         | PxE                     | Orbán V                 |
| Irlanda         | 5,194,336  | Micheál Martin        |                         | Fianna Fáil                                              |                         | EPP                     | Martin II               |
| Irlanda         | 5,194,336  | Micheál Martin        |                         | Fine Gael                                                |                         | RE                      | Martin II               |
| Italia          | 59,691,110 | Giorgia Meloni        |                         | Hermanos de Italia                                       |                         | ECR                     | Meloni                  |
| Italia          | 59,691,110 | Giorgia Meloni        |                         | Liga                                                     |                         | PxE                     | Meloni                  |
| Italia          | 59,691,110 | Giorgia Meloni        |                         | Forza Italia                                             |                         | EPP                     | Meloni                  |
| Letonia         | 1,883,008  | Evika Siliņa          |                         | Nueva Unidad                                             |                         | EPP                     | Siliņa                  |
| Letonia         | 1,883,008  | Evika Siliņa          |                         | Unión de Verdes y Agricultores                           |                         | RE                      | Siliņa                  |
| Letonia         | 1,883,008  | Evika Siliņa          |                         | Progresistas                                             |                         | G/EFA                   | Siliņa                  |
| Lituania        | 2,857,279  | Gintautas Paluckas    |                         | Partido Socialdemócrata Lituano                          |                         | S&D                     | Paluckas                |
| Lituania        | 2,857,279  | Gintautas Paluckas    |                         | Amanecer de Nemunas                                      |                         | NN                      | Paluckas                |
| Lituania        | 2,857,279  | Gintautas Paluckas    |                         | Unión de Demócratas 'Por Lituania'                       |                         | G/EFA                   | Paluckas                |
| Luxemburgo      | 658,278    | Luc Frieden           |                         | Partido Popular Social Cristiano                         |                         | EPP                     | Frieden                 |
| Luxemburgo      | 658,278    | Luc Frieden           |                         | Partido Democrático                                      |                         | RE                      | Frieden                 |
| Malta           | 542,051    | Robert Abela          |                         | Partido Laborista                                        |                         | S&D                     | Abela II                |
| Países Bajos    | 17,956,453 | Dick Schoof           |                         | Partido Popular por la Libertad y la Democracia          |                         | RE                      | Schoof                  |
| Países Bajos    | 17,956,453 | Dick Schoof           |                         | Nuevo Contrato Social                                    |                         | EPP                     | Schoof                  |
| Países Bajos    | 17,956,453 | Dick Schoof           |                         | Movimiento Campesino-Ciudadano                           |                         | EPP                     | Schoof                  |
| Polonia         | 37,723,532 | Donald Tusk           |                         | Plataforma Cívica                                        |                         | EPP                     | Tusk III                |
| Polonia         | 37,723,532 | Donald Tusk           |                         | Partido Campesino Polaco                                 |                         | EPP                     | Tusk III                |
| Polonia         | 37,723,532 | Donald Tusk           |                         | Nueva Izquierda                                          |                         | S&D                     | Tusk III                |
| Polonia         | 37,723,532 | Donald Tusk           |                         | Polonia 2050                                             |                         | RE                      | Tusk III                |
| Polonia         | 37,723,532 | Donald Tusk           |                         | Moderna                                                  |                         | RE                      | Tusk III                |
| Polonia         | 37,723,532 | Donald Tusk           |                         | Iniciativa Polaca                                        |                         | EPP                     | Tusk III                |
| Portugal        | 10,639,726 | Luís Montenegro       |                         | Partido Social Demócrata                                 |                         | EPP                     | Montenegro              |
| Portugal        | 10,639,726 | Luís Montenegro       |                         | Centro Democrático y Social – Partido Popular            |                         | EPP                     | Montenegro              |
| República Checa | 10,833,385 | Petr Fiala            |                         | Partido Democrático Cívico                               |                         | ECR                     | Fiala                   |
| República Checa | 10,833,385 | Petr Fiala            |                         | Alcaldes e independientes                                |                         | EPP                     | Fiala                   |
| República Checa | 10,833,385 | Petr Fiala            |                         | Unión Cristiana y Demócrata-Partido Popular Checoslovaco |                         | EPP                     | Fiala                   |
| República Checa | 10,833,385 | Petr Fiala            |                         | TOP 09                                                   |                         | EPP                     | Fiala                   |
| Rumanía         | 19,051,562 | Marcel Ciolacu        |                         | Partido Nacional Liberal                                 |                         | EPP                     | Bolojan                 |
| Rumanía         | 19,051,562 | Marcel Ciolacu        |                         | Partido Socialdemócrata                                  |                         | S&D                     | Bolojan                 |
| Rumanía         | 19,051,562 | Marcel Ciolacu        |                         | Unión Salvar Rumanía                                     |                         | RE                      | Bolojan                 |
| Rumanía         | 19,051,562 | Marcel Ciolacu        |                         | Unión Democrática de Húngaros en Rumania                 |                         | EPP                     | Bolojan                 |
| Suecia          | 10,541,000 | Ulf Kristersson       |                         | Partido Moderado                                         |                         | EPP                     | Kristersson             |
| Suecia          | 10,541,000 | Ulf Kristersson       |                         | Demócratas Cristianos                                    |                         | EPP                     | Kristersson             |
| Suecia          | 10,541,000 | Ulf Kristersson       |                         | Liberales                                                |                         | RE                      | Kristersson             |

### Formaciones internas
Las formaciones internas del Consejo son cada una de las 10 distintas configuraciones en que el Consejo de la Unión Europea, que integra a representantes ministeriales de los gobiernos de los Estados miembros, se organiza y se constituye de manera diferenciada al solo efecto de simplificar sus reuniones y su adaptar su composición variable a los asuntos específicos que se tratan. Los acuerdos adoptados por cualquiera de estas formaciones se atribuyen y comprometen al Consejo unitariamente, como institución. 
Son formaciones internas del Consejo de existencia necesaria (establecidas por los Tratados):
- Consejo de Asuntos Generales;
- Consejo de Asuntos Exteriores;
- Eurogrupo, que no es una formación estrictamente sino una reunión especial de carácter estable y reglamentario.

Son formaciones internas del Consejo establecidas a través del reglamento interno del Consejo (también conocidas como "formaciones sectoriales"), cada una responsable de un área política:
- Consejo de Asuntos Económicos y Financieros (ECOFIN);
- Consejo de Justicia y Asuntos de Interior (JAI);
- Consejo de Empleo, Política Social, Sanidad y Consumidores (EPSCO);
- Consejo de Competitividad (COMPET);
- Consejo de Transportes, Telecomunicaciones y Energía (TTE);
- Consejo de Agricultura y Pesca;
- Consejo de Medio Ambiente;
- Consejo de Educación, Juventud, Cultura y Deporte (EJCD).

### Presidencia y secretaría
La presidencia del Consejo de la Unión Europea es una responsabilidad institucional y un órgano interno del Consejo de la Unión. La presidencia es desempeñada con carácter rotatorio y en turnos preestablecidos (seis meses/semestre) por un Estado miembro. Para mejorar la eficacia, los Estados colaboran en ternas de Estados miembros, que se suele conocer bajo la denominación de «trío de presidencias».
Secretaría General
La Secretaría General del Consejo es el órgano de apoyo y coordinación que asiste administrativamente al Consejo de la Unión Europea en sus funciones legislativa y presupuestaria, así como de coordinación de ciertas políticas, y al Consejo Europeo como institución presidencial y de impulso de la Unión Europea. También asiste a sus respectivos presidentes y al alto representante de la Unión, como presidente del Consejo de Asuntos Exteriores.
La Secretaría General está dirigida por un secretario general, nombrado por la mayoría cualficada del Consejo, que responde políticamente ante el pleno del mismo y que garantiza, en cooperación con la presidencia de turno de la institución, el buen funcionamiento de sus trabajos. Bajo su autoridad, y previa aprobación por el pleno, la Secretaría General ejecuta el presupuesto de la institución. 
Actualmente la secretaria general del Consejo es la francesa Thérèse Blanchet.
Así pues, la Secretaría General del Consejo lo es, en realidad, de dos instituciones comunitarias: el Consejo de la Unión y el Consejo Europeo. También asume la secretaría general de las Conferencias Intergubernamentales de la Unión.

### Órganos Preparatorios del Consejo
El Consejo cuenta con la asistencia del Comité de Representantes Permanentes (Coreper), compuesto por los Representantes Permanentes de los Estados miembros que trabajan en Bruselas y auxiliado por la Secretaría General; así como más de 150 grupos de trabajo y comités, denominados. 
Los Órganos Preparatorios puede dividirse en las siguientes categorías:
1. Comités creados por los Tratados, por decisión gubernamental o por un acto del Consejo
2. Comités y grupos de trabajo creados por el COREPER.
3. Comités Ad Hoc creados para fines específicos.

## Funcionamiento y sede

### Ponderación del voto
Si bien la regla general de funcionamiento en la toma de decisiones es la mayoría cualificada, los Tratados prevén situaciones específicas en las que se procederá mediante voto unánime a la adopción de una decisión o de un acuerdo, además de contemplar algunos casos en que la mayoría simple de sus miembros bastará para adoptarlos.
- La unanimidad, regla excepcional que resulta de frecuente aplicación en algunos ámbitos políticos (como la PESC). Dado que, en cualquier caso, las abstenciones o la no participación de un miembro en la votación no obstan a la consecución de los acuerdos, la diferencia terminológica con el consenso que se exige al Consejo de la Unión Europea parece tener una escasa significación real. No obstante, existe, y una vez más los Tratados parecen apuntar hacia una mayor informalidad en los procedimientos y el funcionamiento institucional del Consejo de la Unión Europea que en el Consejo, donde necesariamente tiene que haber votación.
- La mayoría cualificada, redefinida desde Lisboa como una doble mayoría reforzada de Estados y población, es el método habitual que los Tratados señalan al Consejo para pronunciarse; por ejemplo en el procedimiento legislativo ordinario. Cuando se proceda por mayoría cualificada, esta se definirá como un mínimo del 55% de los miembros del Consejo de la Unión Europea, que incluya al menos a 16 de ellos, y que represente al menos a un 65% de la población total de la Unión. Una minoría de bloqueo válida incluirá a un mínimo de cuatro estados, faltos los cuales se considerará alcanzada en cualquier caso la mayoría cualificada. Pero este cómputo solo empezará a funcionar a partir de 2014; hasta entonces se emplearán los mecanismos de cómputo acordados en Niza. Por su mayor complejidad se explica más en detalle a continuación.
- La mayoría simple, finalmente, es regla para la resolución de las cuestiones de procedimiento y para la adopción de su propio Reglamento interno. Pese a la denominación constitucional, por mayoría simple ha de entenderse la mitad más uno de los miembros del Consejo, excluido el representante de la Comisión; esto es, lo que tradicionalmente se conoce como mayoría absoluta.

Será el presidente del Consejo (el de cada formación) el que invite a sus miembros a votación, eligiendo el momento dentro de los límites señalados por el Reglamento, cuando proceda. En cualquier caso deberá hacerlo cuando así lo soliciten al menos la mitad de sus miembros.

#### Mayoría cualificada
La mayoría cualificada en la Unión Europea (MC) corresponde al sistema de doble mayoría reforzada de Estados y de población que debe alcanzarse en el Consejo de la Unión para la adopción ordinaria de la legislación y algunas decisiones ejecutivas (ajenas a la Comisión), esto es, cuando las votaciones se llevan a cabo sobre la base del artículo 16 del Tratado de la Unión Europea (TUE).
| Área política                                            | Base jurídica en los Tratados |
| -------------------------------------------------------- | ----------------------------- |
| Iniciativas subsidiarias del Alto Representante          | 15 b) TUE                     |
| Agencia Europea de Defensa                               | 28 D2 TUE                     |
| Libertad de establecimiento                              | 47.2 TFUE                     |
| Regulación del trabajo autónomo                          | 47.2 TFUE                     |
| Libertad, seguridad y justicia; cooperación y evaluación | 61C g) TFUE                   |
| Control de fronteras de la Unión                         | 62 TFUE                       |
| Asilo                                                    | 63 TFUE                       |
| Inmigración                                              | 69 a) TFUE                    |
| Iniciativas para la prevención del crimen                | 69 c) TFUE                    |
| Eurojust                                                 | 69 d) TFUE                    |
| Cooperación policial                                     | 69 f) TFUE                    |
| Europol                                                  | 69 g) TFUE                    |
| Transporte                                               | 71.2                          |
| Organización del Banco Central Europeo                   | 107.3 y 245 b) TFUE           |
| Cultura                                                  | 151 TFUE                      |
| Fondos estructurales y de cohesión                       | 161 TFUE                      |
| Organización del Consejo                                 | 201 b) TFUE                   |
| Organización del Tribunal de Justicia                    | 245, 224 a), 225 a) TFUE      |
| Libre circulación de trabajadores                        | 42 TFUE                       |
| Seguridad social                                         | 42 TFUE                       |
| Cooperación judicial penal                               | 69 a) TFUE                    |
| Derecho penal                                            | 68 b) TFUE                    |
| Organización del Consejo Europeo                         | 9B.5                          |
| Elección del presidente del Consejo Europeo              | 15.5 TUE                      |
| Elección del Alto Representante                          | 9E.1 TUE                      |
| Financiación de la PESC                                  | 28 TUE                        |
| Retirada de un Estado miembro                            | 50.2 TUE                      |

Desde el Tratado de Lisboa dicho artículo 16 del TUE prescribe en sus apartados 3º y 4º que:

Tratado de Lisboa; TUE
3. El Consejo se pronunciará por mayoría cualificada, excepto cuando los Tratados dispongan otra cosa.
4. A partir del 1 de noviembre de 2014, la mayoría cualificada se definirá como un mínimo del 55 % de los miembros del Consejo que incluya al menos a quince de ellos y represente a Estados miembros que reúnan como mínimo el 65 % de la población de la Unión.
Una minoría de bloqueo estará compuesta por al menos cuatro miembros del Consejo, a falta de lo cual la mayoría cualificada se considerará alcanzada.
Las demás modalidades reguladoras del voto por mayoría cualificada se establecen en el apartado 2 del artículo 238 del Tratado de Funcionamiento de la Unión Europea.

### Dinámicas internas

#### Partidos políticos
El Consejo no se organiza en grupos políticos internos, como sí ocurre en el Parlamento Europeo; sus integrantes representan exclusivamente a los Gobiernos de los Estados de la Unión, de acuerdo con el principio de representación nacional, y en esa sola calidad participan y votan. A esto hay que añadir que la existencia en varios países de gobiernos de coalición hace posible que la composición ideológica de las diversas formaciones se vea alterada en función de los ministros que la integren. Todo lo cual no obsta la frecuente concurrencia en el sentido del voto entre representantes de gobiernos con idéntica afinidad política, puesto que el Consejo es, a fin de cuentas, una institución de naturaleza política.

#### Grupos de presión
Es ya lugar común señalar como una de las más evidentes muestras del incremento notorio de poder que ha experimentado la Unión Europea en las últimas dos décadas el paralelo florecimiento de una nutrida red de intereses económicos y políticos diversos que se organizan y agrupan sistemática y estructuradamente en torno a las instituciones comunes de Bruselas, con el fin de promover las dinámicas comunitarias que les sean favorables y sofocar, en lo posible, aquellas otras iniciativas que les sean contrarias o inconvenientes. Estas estructuras de presión o de poder estables, conocidas por su denominación inglesa "lobbies", funcionan por lo general por medio de personal especializado que, respaldado por una sólida y discreta red de contactos personales y profesionales, se infiltra en las distintas fases y entre los distintos agentes del proceso decisorio con el objetivo de hacer saber y, si es posible, prevalecer los intereses de sus representados. Éstos, a su vez, suelen ser empresas o industrias agrupadas (sectorial o verticalmente), asociaciones civiles, fundaciones, colectivos sociales interesados en determinadas políticas, organizaciones, etc. Cuando el funcionamiento o la impulsión principal de estos grupos se aleja progresivamente del interés meramente patrimonial y se interna en el ámbito más puramente ideológico, académico o incluso religioso (partidos políticos, universidades, confesiones, etc.), suele considerarse que se trata más de instituciones que actúan como think tanks que como auténticos lobbistas. También los Estados (miembros o extranjeros) emplean no pocas veces técnicas de lobbing en sus relaciones con las instituciones europeas en defensa de sus intereses, o utilizan en ocasiones los servicios de los lobbistas profesionales.
Si bien este es un fenómeno consustancial al poder y se ha dado, de una forma u otra, desde la fundación misma de las Comunidades Europeas, su evolución al alza (en número y en importancia de las siglas o de los grupos representados) y el desplazamiento (o mayor espectro) de su foco de interés dicen mucho acerca de los mecanismos de poder en Bruselas y de las estructuras en que este verdaderamente reside, en última instancia. Así, si en un principio eran el Consejo y sus ministros participantes, y la propia Comisión Europea los casi únicos centros de atención a la hora de ejercer presiones o aplicar contactos provechosos, se da que hoy en día es el Parlamento Europeo la institución que más lobbistas alberga. Esto se debe, sin duda, al poderoso aumento de sus facultades legislativas, pero también a la mayor permeabilidad de sus miembros y al menor control que sobre ellos se ejerce, como representantes directos y elegidos democráticamente. Sin embargo, su elevado número (750 diputados con Lisboa) sigue disuadiendo a no pocos y devuelve la pelota al tejado de la Comisión, en la fase preparatoria de las decisiones (las cocinas del poder) o, ya en fase decisoria propiamente dicha, al Consejo, donde los representantes nacionales siempre parecen mejor dispuestos a regatear con las instituciones europeas, pero donde a su vez se reduce significativamente la posibilidad de realizar enmiendas que no cuenten con varios y poderosos apoyos.

### Sede
El Edificio Europa, conocido popularmente como "El Huevo", es el centro de operaciones del Consejo Europeo y del Consejo de la Unión Europea, entre otras funciones, sirve como claustro para las reuniones ministeriales y albergará también las oficinas de la presidencia del Consejo Europeo.
Con la progresiva ampliación de la Unión Europea (UE), las instalaciones de anterior sede, el Edificio Justus Lipsius, se fueron quedando pequeñas y por eso en 2004 se acordó construir el Edificio Europa, que reposa parcialmente sobre un apartotel de estilo «art déco» inaugurado en 1927.